# EPrix Hongkongu
ePrix Hongkongu (anglicky: Hong Kong ePrix) je jedním ze závodů šampionátu vozů Formule E, pořádané Mezinárodní automobilovou federací. Místem konání je trať Hong Kong Central Harbourfront Circuit v Hongkongu, městu na jižním pobřeží Číny.

## Vítězové ePrix Hongkongu

### Vítězové v jednotlivých letech
| Rok          | Jezdec           | Konstruktér      | Trať                                   | Výsledky |
| ------------ | ---------------- | ---------------- | -------------------------------------- | -------- |
| 2019         | Edoardo Mortara  | Venturi          | Hong Kong Central Harbourfront Circuit | Výsledky |
| 2017 Závod 1 | Sam Bird         | DS Virgin Racing | Hong Kong Central Harbourfront Circuit | Výsledky |
| 2017 Závod 2 | Felix Rosenqvist | Mahindra         | Hong Kong Central Harbourfront Circuit | Výsledky |
| 2016         | Sébastien Buemi  | Renault e.dams   | Hong Kong Central Harbourfront Circuit | Výsledky |